# Salgó polc
Amit ma Salgó polcnak nevezünk, az nem más mint egy csavarokkal összeszerelt fémpolc rendszer. Az elemek kialakításának kísérletezése Angliában kezdődött az 1930-as években. Egy londoni mérnök, Demetrius Comino fejlesztette ki.
Camino a fából készített polcokat szerette volna hatékonyabb, időtálló fémelemekből felépített polcrendszerre cserélni. A fejlesztést késleltette a második világháború. A polcrendszer elemek gyártása 1947-ben kezdődhetett Chingfordban.
A Salgó polc – vagy ahogy korábban is emlegették dexion-salgó polc – kifejezés az Angliából átvett technológiára és Salgótarjánban gyártott polcra utal és egyszerűen csak Salgó polcként lett ismert itthon. A polcok méretezése is az angolszász mértékegység szerint kezdődött. Napjainkban a Salgó polc méretezése elérhető colos (angol) és metrikus méretezéssel is.

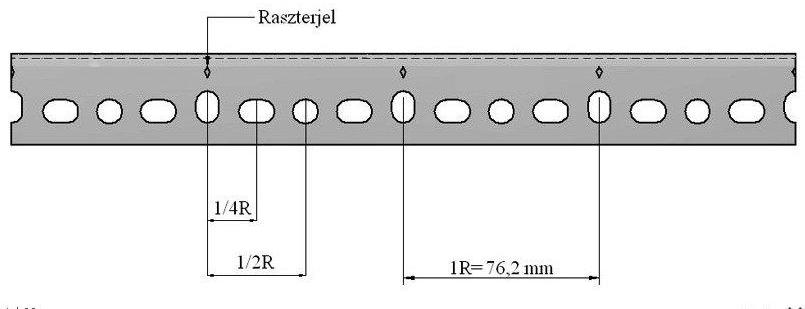

A Salgó oszlopok, vagy Salgó lábak felülete lehet: horganyzott és/vagy porfestett kivitelű.
https://salgo-polc.hu/csavaros-salgo-polcok/
A Salgó polcrendszer elemei kiválóan alkalmasak irodákba, raktárakba, de az otthoni környezetben is kiszolgálják igényeinket a tárolás alkalmával, amikor is több apró dolgot szeretnénk átláthatóan, rendezetten elhelyezni. A Salgó polcrendszerek különféle teherbírással rendelkeznek, így minden igényt kielégítően kiszolgálnak. Mivel legtöbben a praktikus megoldásokat kedvelik, a gyártó arra is figyelmet fordított, hogy könnyedén összeszerelhetőek legyenek a polcok, mégis megfelelő stabilitással rendelkezzenek. Erről többek között a polc hosszában elhelyezett merevítők (ún. saroklemezek) gondoskodnak.

## Saroklemez
A saroklemezek a rendszer állékonyságát biztosítják. Sokszor tévesen feltételezik a szükséges darabszámot. A salgó polc összeszerelésekor – ha a polconkénti teherbírás nem igényli – elegendő minden II. polcszintet saroklemezzel merevíteni.
A saroklemez anyaga, felülete lehet: horganyzott, vagy igény szerinti porfestett kivitelű.

## Talplemez
Több mint ötven éve használják világszerte ezt a polcos állványrendszert, amely profilokból és polcokból csavarok és kiegészítő elemek felhasználásával állítható össze.
Felépítése egyszerű, geometriai méretei, és terhelhetősége széles határok között mozog. A rendszerelemeinek felhasználásával az alapállványokon túlmenően minden felépíthető, legyen az a fantáziánk szerinti egyedi szerkezet.